# Ильин, Алексей Сергеевич
Алексей Сергеевич Ильи́н (9 февраля 1925 — 21 мая 2004) — советский и российский дирижёр, народный артист РСФСР (1988). Художественный руководитель АПТ имени В.С. Локтева Московского Дворца детского (юношеского) творчества на Воробьевых горах (ранее Дворца пионеров и школьников на Ленинских горах).

## Биография
Родился 9 февраля 1925 года в деревне Жохово (ныне Бежецкий район, Тверская область).
В 1927 году, после смерти отца, мать — Ильина Екатерина Ивановна, переехала с детьми в Москву, где в 1933 году Алексей пошёл в школу, а в 1940 году, окончив 7 классов, поступил на 1-й курс Музыкального училища имени Октябрьской революции (ныне Академия музыки им. Шнитке).
В 1941 году, с началом Великой Отечественной войны, Ильин оставляет училище и поступает слесарем на завод № 509 (филиал ЗИЛа), где через два года становится бригадиром, а затем мастером цеха сборки автоматов-пулемётов.
В 1945 году Ильин оставляет завод и снова поступает в Московское музыкальное училище имени Октябрьской революции, которое заканчивает с отличием по дирижёрско-хоровому отделению и отделению народных инструментов. Тогда же, в 1945 году, он становится руководителем и дирижёром оркестра Ансамбля Московского городского дома пионеров (впоследствии Ансамбль имени В. С. Локтева).
В начале 1959 года по инициативе Н. С. Надеждиной Алексей Сергеевич Ильин был приглашен в ансамбль Берёзка.
Всю свою творческую жизнь Ильин посвятил Ансамблю, детскому музыкальному творчеству.
Скончался 21 мая 2004 года в Москве. Похоронен на Троекуровском кладбище (участок 5).

## Творчество
Под руководством А. С. Ильина ансамбль выступал на самых лучших концертных площадках страны: в ГАБТ, Концертном зале им. Чайковского, Колонном зале Дома Союзов, во Дворце Съездов, в Концертном зале «Россия».
География гастролей ансамбля широка: детский коллектив выступал перед моряками Тихоокеанского и Северного флота, перед китобоями Антарктики, строителями Братской, Дивногоркой и Красноярской электростанций, в Прибалтике, Средней Азии, на Украине и на Кавказе, во многих других уголках страны. Искусством ансамбля восхищались Болгария, Чехословакия, Польша, Германия, Венгрия, США, Франция, Швеция, Финляндия, Норвегия, Голландия, Египет, Япония и многие другие.
В 1976 году Ансамбль был удостоен звания лауреата премии Ленинского комсомола.

## Награды и премии
- Государственная премия РСФСР за произведения и работы для детей и юношества (1990) —— за концертные программы (1987—1989).
- орден Почёта (2001)[3].
- народный артист РСФСР (1988).
- заслуженный артист РСФСР (1976).
- Бронзовая медаль ВДНХ.